# 이경재 (1941년)
이경재(李敬在, 1941년 12월 17일~)는 대한민국의 정치인이다. 제15·16·17·18대 국회의원이다.

## 학력
- 1954년 해명국민학교 졸업
- 1957년 강화중학교 졸업
- 1960년 강화고등학교 졸업
- 1964년 서울대학교 사회과학대학 사회학 학사

## 경력
- 미국 조지 워싱턴 대학교 연구원
- 1967년: 동아일보 정치부 기자
- 동아일보 정치부 부장
- 동아일보 논설위원
- 1993년: 대통령비서실 공보수석비서관 겸 대변인
- 1993년~1995년: 제4대 공보처 차관
- 1996년 5월~1997년 11월: 제15대 신한국당 국회의원(인천 계양구·강화군 을)
- 1997년 11월~2000년 5월: 제15대 한나라당 국회의원(인천 계양구·강화군 을)
- 1998년~1999년: 제15대 국회 후반기 예산결산특별위원회 위원
- 2002년 8월~2004년 5월: 제16대 한나라당 국회의원(인천 서구·강화군 을)
- 2003년~2004년: 제16대 국회 후반기 정치개혁특별위원회 간사
- 2004년 5월~2008년 3월: 제17대 한나라당 국회의원(인천 서구·강화군 을)
- 2008년 3월~2008년 5월: 제17대 무소속 국회의원(인천 서구·강화군 을)
- 2004년~2006년: 제17대 국회 전반기 환경노동위원회 위원장
- 2014년 인천아시아경기대회유치 특별위원회 위원
- 한나라당 기독인회 회장
- 한나라당 종교특별위원회 위원장
- 한나라당 통일안보전략특별위원회 위원장
- 미국 조지 워싱턴 대학교 객원교수
- 2008년: 한국-스페인 의원친선협회 회장
- 2008년: 문화체육관광방송통신위원회 위원
- 국회의원 연구단체 지속가능발전을 위한 환경정책연구회 대표의원
- 김태호 국무총리 임명동의에 관한 인사청문특별위원회 위원
- 2008년 5월~2008년 7월: 제18대 무소속 국회의원(인천 서구·강화군 을)
- 2008년 7월~2012년 2월: 제18대 한나라당 국회의원(인천 서구·강화군 을)
- 한양대학교 정치외교학과 초빙교수
- 문화체육관광방송통신위원회 위원
- 국회 환경정책연구회 대표의원
- 국제사회봉사의원연맹(IPSS) 회장
- 국회 선플정치모임 공동대표
- 한나라당 인천광역시당 위원장
- 한나라당 인천광역시당 공천심사위원회 위원장
- 한국과학기술한림원 녹색과학기술위원회 자문위원
- 국회 인사청문특별위원회 위원장
- 2011년 3월~2012년 5월: 제18대 국회 후반기 정치개혁특별위원회 위원장
- 2012년 2월~2012년 5월: 제18대 새누리당 국회의원(인천 서구·강화군 을)
- 2013년 4월~2014년 3월: 제4대 방송통신위원회 위원장
- 새누리당 중앙위원
- 자유한국당 상임고문
- 2021년 3월~2023년 3월: 대한민국헌정회 홍보편찬위원회 의장
- 2021년 12월~2022년 3월: 국민의힘 인천을 살리는 선거대책위원회 선거대책위원장단 명예선거대책위원장
- 2022년 8월~: 국민의힘 인천광역시당 상임고문
- H2O품앗이운동본부 이사장
- 2024년 3월~2024년 4월: 제22대 국회의원 선거 국민의힘 인천광역시당 선거대책위원회 명예공동선거대책위원장
- 2025년 5월 ~ : 대한민국헌정회 문화체육관광위원회 위원장

## 가족
- 배우자: 김희정
- 자녀: 1남 2녀(딸 이윤정, 가수 겸 스타일리스트)

## 역대 선거 결과
|  | 49.58% |

|  | 48.17% |

|  | 73.6% |

|  | 47.47% |

|  | 33.94% |

## 소속 정당
| 소속 정당 | 소속 정당  | 소속 기간 | 비고                |
| --------- | ---------- | --------- | ------------------- |
|           | 민주자유당 | 1992~1993 | 정계 입문           |
|           | 무소속     | 1993~1995 | 탈당                |
|           | 민주자유당 | 1995      | 복당                |
|           | 신한국당   | 1995~1997 | 당명 변경           |
|           | 한나라당   | 1997~2008 | 합당                |
|           | 무소속     | 2008      | 탈당                |
|           | 한나라당   | 2008~2012 | 복당                |
|           | 새누리당   | 2012~2017 | 당명 변경 정계 은퇴 |
|           | 자유한국당 | 2017~2020 | 당명 변경           |
|           | 미래통합당 | 2020      | 합당                |
|           | 국민의힘   | 2020~현재 | 당명 변경           |

## 같이 보기
- 계양구·강화군 을
- 서구·강화군 을
- 인천 계양구의 국회의원
- 인천 서구의 국회의원
- 인천 강화군의 국회의원
- 대한민국의 문화체육관광부 차관
- 대한민국의 대통령비서실 수석비서관
- 대한민국의 방송통신위원회 위원장